# Povodí v Česku

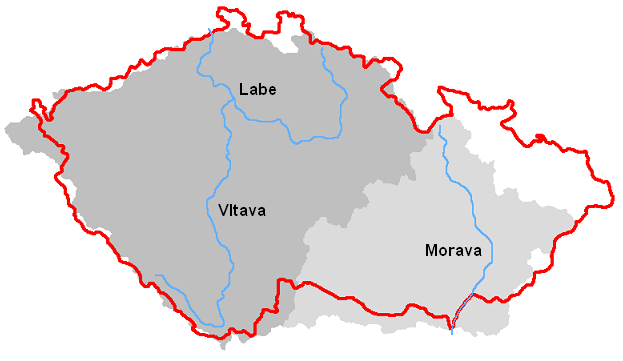
Dvě největší povodí

Povodí v Česku jsou tři, protože Česká republika se svou složitou geologickou stavbou představuje prakticky střechu Evropy a je významnou pramennou oblastí kontinentu. Nachází se tak na hlavním evropském rozvodí, které rozděluje republiku na tato hlavní evropská povodí:
- povodí Labe (úmoří Severního moře) – skoro celé Čechy s hlavními toky Labe a Vltava
- povodí Dunaje (úmoří Černého moře) – malé jižní, západní a východní příhraniční oblasti Čech, ale hlavně téměř celá Morava s hlavními toky Morava a Dyje
- povodí Odry (úmoří Baltského moře) – celé České Slezsko, malé severní oblasti Moravy a malé příhraniční oblasti na severu Čech s hlavními toky Odra a Lužická Nisa

Zcela zanedbatelný je územní rozsah čtvrtého povodí Visly v několika lesních parcelách severozápadně od horské chaty Čantoryje v katastru obce Nýdek.

## Povodí podle řek

### Rozloha
Největší povodí na území Česka má řeka Labe (49 933 km², tj. 63,3 % území státu), následují Morava (21 688 km², 27,5 %) a Odra (7 217 km², 9,2 %). Tabulka obsahuje rozlohy povodí na území Česka.
| řeka            | 1. řádu | 2. řádu   | 3. řádu  | 4. řádu |
| --------------- | ------- | --------- | -------- | ------- |
| povodí Labe     | 49 933  |           |          |         |
| povodí Vltavy   |         | 27 006,70 |          |         |
| povodí Berounky |         |           | 8 819,1  |         |
| povodí Sázavy   |         |           | 4 349,2  |         |
| povodí Otavy    |         |           | 3 827,9  |         |
| povodí Lužnice  |         |           | 3 517,3  |         |
| povodí Ohře     |         | 4 601,05  |          |         |
| povodí Dunaje   | 21 688  |           |          |         |
| povodí Moravy   |         | 20 692,4  |          |         |
| povodí Dyje     |         |           | 11 164,7 |         |
| povodí Svratky  |         |           |          | 7 118,7 |
| povodí Odry     | 7 217   |           |          |         |
| celkem          | 78 886  |           |          |         |

### Odtok
V místě, kde řeka opouští území Česka, je průměrný průtok Labe roven 308 m³/s, průtok Moravy zde je 109 m³/s (včetně Dyje) a průtok Odry (včetně Olše) činí 62 m³/s. Průměrně tak z Česka těmito vodními toky odteče asi 15 miliard m³ vody ročně (přibližně 479 m³/s).

## Rozvodí
Místo, kde se tři hlavní evropská povodí (a tedy i rozvodí) setkávají, se nachází na hranici Česka a Polska 8 km jihozápadně od Králického Sněžníku, na souřadnicích 50°8'54.9" severní šířky a 16°46'56.76" východní délky, u vrcholu hory Klepáč nedaleko obce Dolní Morava. Přístup je možný z červené turistické značky Králický Sněžník – Červený Potok nádraží.

## Správa povodí
V Česku existuje 5 státem zřízených organizací (státních podniků) věnujících se této činnosti, pojmenovaných podle povodí, jež spravují:
- Povodí Vltavy (Vltava)
- Povodí Labe (Labe)
- Povodí Ohře (Ohře)
- Povodí Moravy (Morava)
- Povodí Odry (Odra)

Oblast spravovaná těmito podniky neodpovídá přesně příslušným geografickým povodím.